# Iron Range
L'Iron Range est une chaîne de montagne américaine qui s'élève dans le Minnesota et l'Ontario.

## Histoire
L'ouverture à grande échelle des mines de fer du Minnesota a lieu globalement vers 1884 et progressivement l'exploitation se développe dans trois bassins miniers qui entrent successivement en scène :
- le Vermilion Range expédia son premier chargement de minerai en 1884 ;

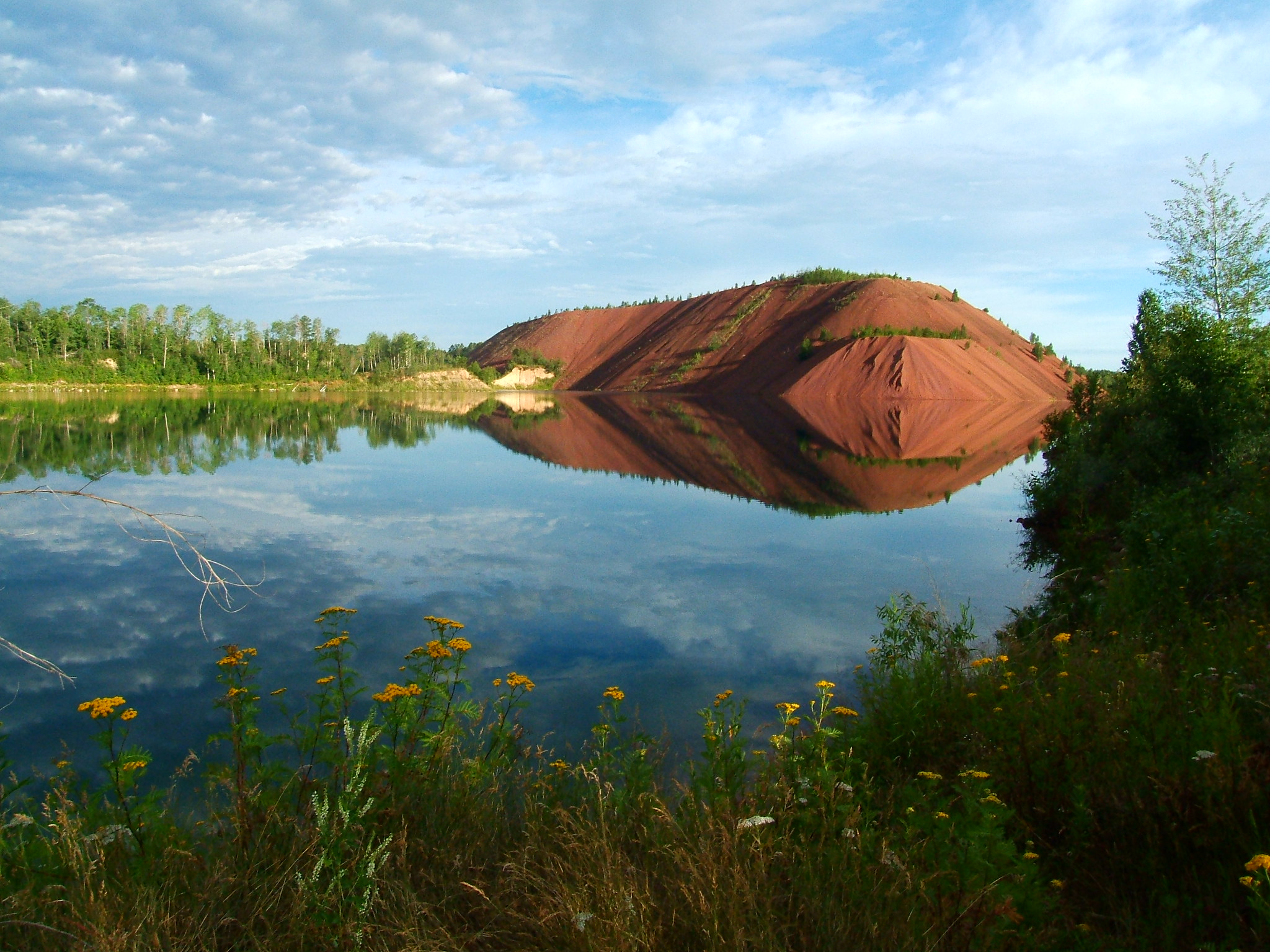
Vue d'un dépôt de minerai.

- le Mesabi Range en 1892 ;
- le Cuyuna Range en 1911.